# 上海中信泰富广场
中信泰富广场是中華人民共和國上海市靜安區南京西路江寧路路口的一個商場和辦公樓，於2001年1月9日啟用。其中辦公樓高180米，共有45層。商場裙房高23.8米，共有5層。該建築由中国国际信托投资公司（香港集團）、太古地產、上海靜安城商貿總公司投資，巴马丹拿和上海建筑设计研究院負責設計。2021年12月22日，經過一年多改造的中信泰富广场亮相。